# Vernier

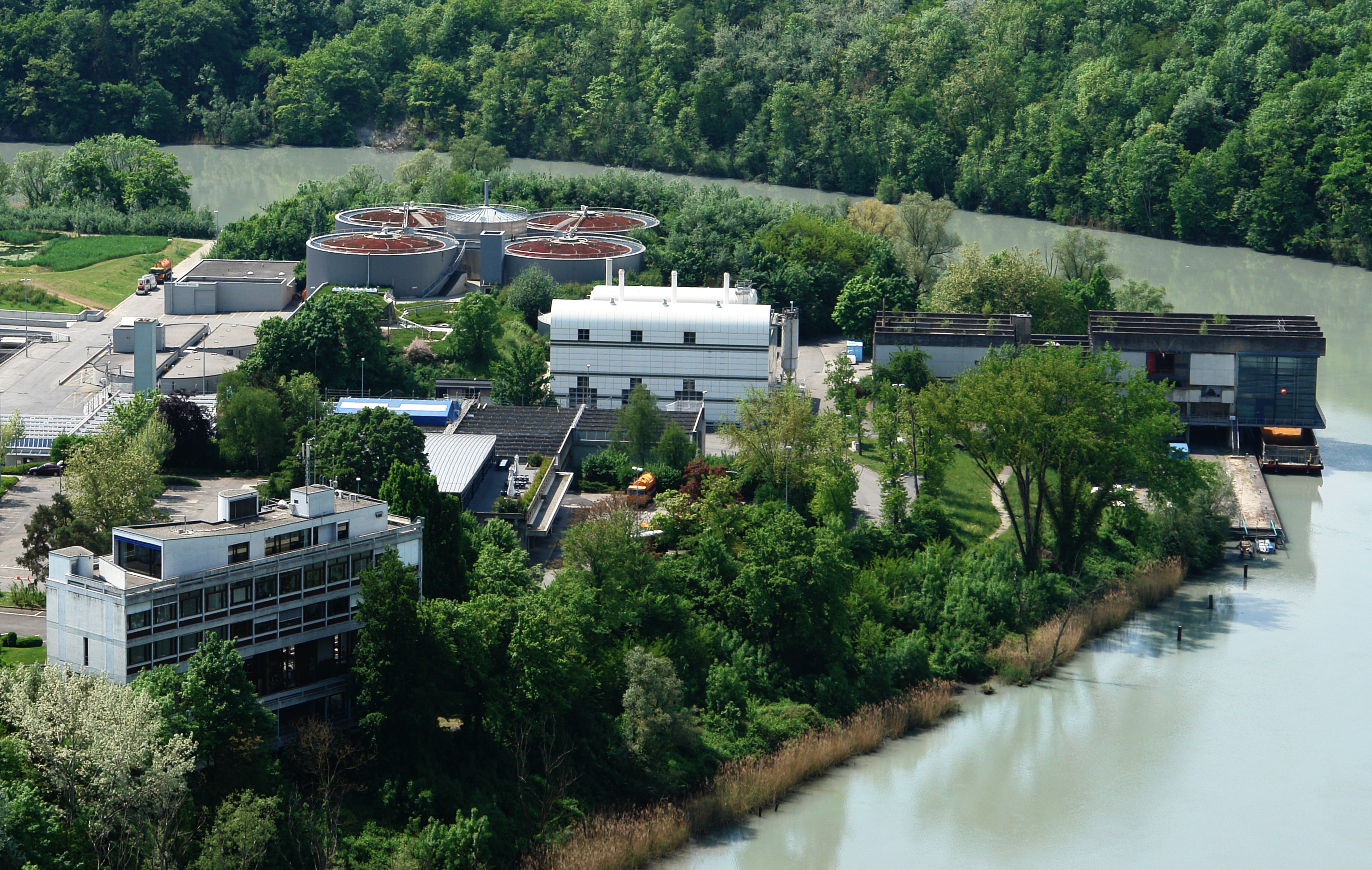
Nhà máy nước thải Vernier

Vernier là một đô thị in the bang Genève, Thụy Sĩ. Đô thị này có 3 khu vực: Vernier Village, Le Lignon, Aïre, Les Avanchets, Cointrin và Châtelaine.